# NGC 6557
NGC 6557 је лентикуларна галаксија у сазвежђу Октант која се налази на NGC листи објеката дубоког неба.
Деклинација објекта је - 76° 34' 58" а ректасцензија 18h 21m 24,7s. Привидна величина (магнитуда) објекта NGC 6557 износи 12,9 а фотографска магнитуда 13,9. Налази се на удаљености од 53,955 милиона парсека од Сунца. NGC 6557 је још познат и под ознакама ESO 45-1, AM 1814-763, PGC 61770.